# ジュデッカ

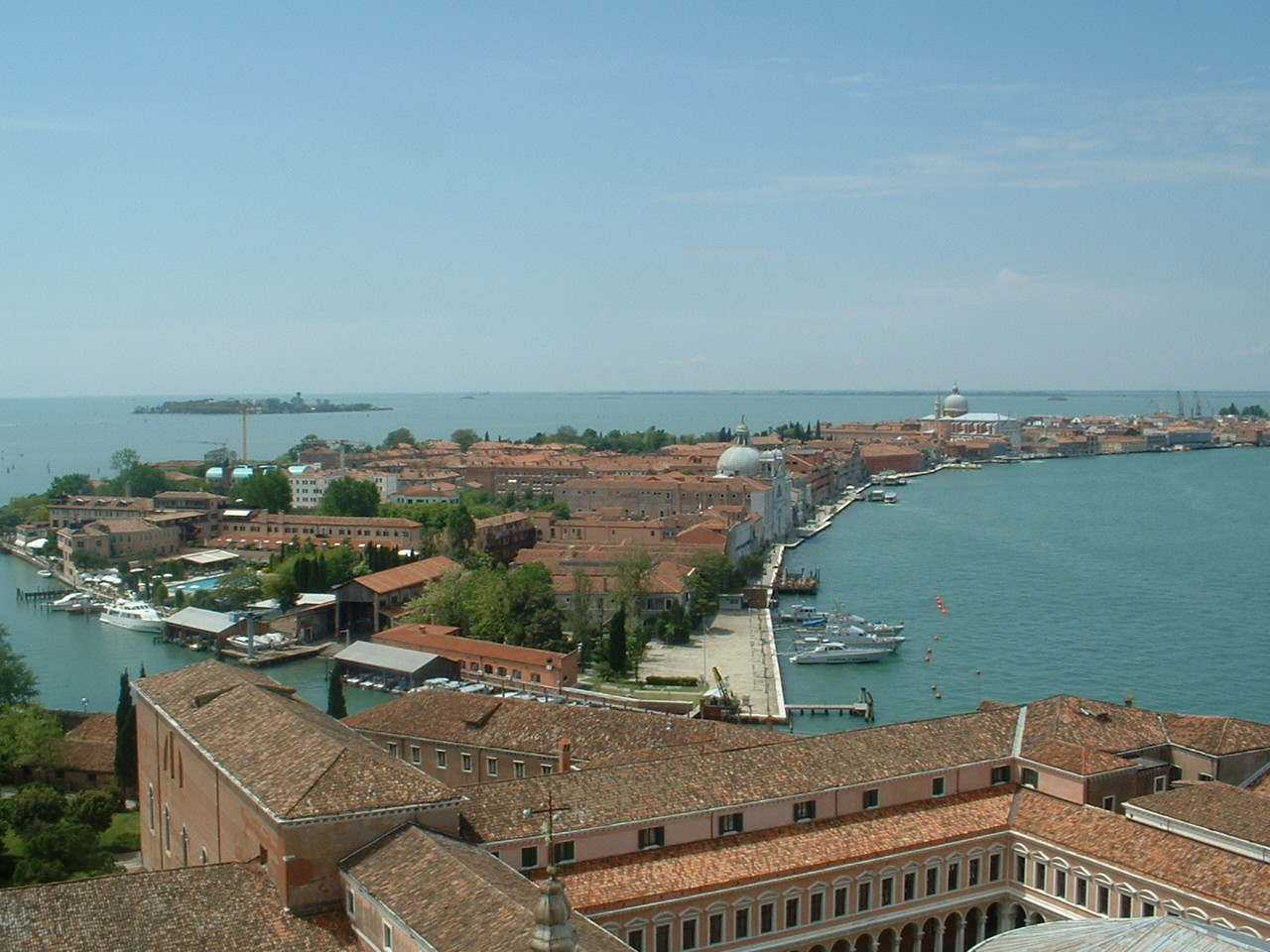
サン・ジョルジョ・マッジョーレ教会鐘楼から眺めたジュデッカ島

ジュデッカ (Giudecca) は、イタリア北東部ヴェネツィアの潟にある島の一つである。行政的にはヴェネツィアの一部となっていて、ジュデッカ運河 (Canale della Giudecca) を隔ててヴェネツィア本島に添うように浮かぶ。
世界最古のゲットーがあった（ヴェネツィア・ゲットー参照）。
島内ではアンドレーア・パッラーディオが設計したレデントーレ教会が有名である。

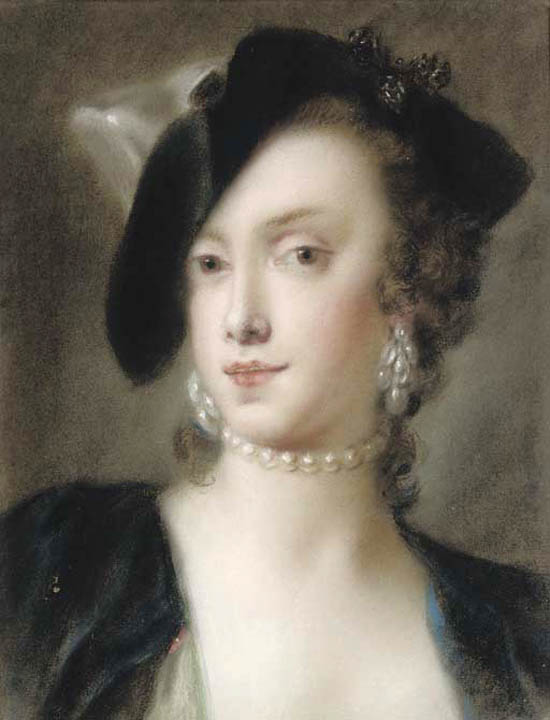
カジノを開いたカテリーナ・サグレド・バルバリゴの肖像

18世紀に貴族のカテリーナ・サグレド・バルバリゴ（Caterina Sagredo Barbarigo）がカジノを開き、大いににぎわったが、風紀を乱すとして異端審問にかけられ、閉鎖された。
座標: 北緯45度25分30秒 東経12度19分43秒 / 北緯45.425度 東経12.328611111111度